# Hodgenville
Hodgenville é uma cidade localizada no estado norte-americano de Kentucky, no Condado de LaRue, sendo a cidade natal de Abraham Lincoln, o 16° presidente dos Estados Unidos.

## Demografia
Segundo o censo americano de 2000, a sua população era de 2874 habitantes.
Em 2006, foi estimada uma população de 2796, um decréscimo de 78 (-2.7%).

## Geografia
De acordo com o United States Census Bureau tem uma área de 4,5 km², dos quais 4,5 km² cobertos por terra e 0,0 km² cobertos por água. Hodgenville localiza-se a aproximadamente 283 m acima do nível do mar.

## Localidades na vizinhança
O diagrama seguinte representa as localidades num raio de 28 km ao redor de Hodgenville.